# زرود عريض الأوراق
الزرود عريض الأوراق أو العُتْم أو زيتون جبلي أو الزغبج أو الشَّحس (باللاتينية: Phillyrea latifolia) أو الزرود المتوسط (باللاتينية: Phillyrea media) نوع نباتي يتبع جنس الزرود من الفصيلة الزيتونية.

## الموئل والانتشار
موطنه مناطق الوطن العربي المتوسطية وقبرص وتركيا وجنوب أوروبا.

## مرادفات للاسم العلمي
هناك أسماء علمية كثيرة مرادفة لهذا النبات.